# Nagyacsád
Nagyacsád là một thị trấn thuộc hạt Veszprém, Hungary. Thị trấn này có diện tích 13,96 km², dân số năm 2010 là 658 người, mật độ 47 người/km².